# لاجوس بلاو
لاجوس بلاو (بالمجرية: Blau Lajos)‏ هو مؤرخ مجري، ولد في 29 أبريل 1861 في Putnok ‏ في المجر، وتوفي في 8 مارس 1936 في بودابست في المجر.